# Lacassine
Lacassine est une census-designated place de la paroisse de Jefferson Davis, en Louisiane, aux États-Unis. 